# Sean Hayes
Sean Patrick Hayes, född 26 juni 1970 i Chicago, Illinois, är en amerikansk skådespelare.

## Filmografi (urval)
- Nu eller aldrig (2007)
- Katten (2003)
- Pieces of April (2001)
- Scrubs (TV-serie) (2001) (som Nick i episod 1.7)
- Will & Grace (TV-serie) (1998-2006) (som Jack McFarland)
- 2025 – The Running Man